# Joseph Achberger
Joseph Achberger (tudi Josef Achberger), avstrijski general, * 19. marec 1851, † 4. avgust 1932.

## Življenjepis
Med leti 1908 in leta 1914 je bil poveljnik 42. pehotnega polka.
Upokojil se je 1. marca 1911 in 21. februarja 1914 je bil povišan v nazivnega podmaršala.

## Pregled vojaške kariere
Napredovanja
- generalmajor: 1. november 1909 (z dnevom nastopa 8. novembra 1909)
- nazivni podmaršal: 21. februar 1914